# Ilčo Naumoski
Ilčo Naumoski (in macedone Илчо Наумоски?; Prilep, 29 luglio 1983) è un ex calciatore macedone, di ruolo attaccante.

## Statistiche

### Cronologia presenze e reti in nazionale
| Cronologia completa delle presenze e delle reti in nazionale ― Macedonia | Cronologia completa delle presenze e delle reti in nazionale ― Macedonia | Cronologia completa delle presenze e delle reti in nazionale ― Macedonia | Cronologia completa delle presenze e delle reti in nazionale ― Macedonia | Cronologia completa delle presenze e delle reti in nazionale ― Macedonia | Cronologia completa delle presenze e delle reti in nazionale ― Macedonia | Cronologia completa delle presenze e delle reti in nazionale ― Macedonia | Cronologia completa delle presenze e delle reti in nazionale ― Macedonia |
| Data                                                                     | Città                                                                    | In casa                                                                  | Risultato                                                                | Ospiti                                                                   | Competizione                                                             | Reti                                                                     | Note                                                                     |
| ------------------------------------------------------------------------ | ------------------------------------------------------------------------ | ------------------------------------------------------------------------ | ------------------------------------------------------------------------ | ------------------------------------------------------------------------ | ------------------------------------------------------------------------ | ------------------------------------------------------------------------ | ------------------------------------------------------------------------ |
| 9-2-2003                                                                 | Sebenico                                                                 | Croazia                                                                  | 2 – 2                                                                    | Macedonia                                                                | Amichevole                                                               | -                                                                        | 52’                                                                      |
| 14-2-2003                                                                | Spalato                                                                  | Polonia                                                                  | 3 – 0                                                                    | Macedonia                                                                | Amichevole                                                               | -                                                                        | 46’                                                                      |
| 29-3-2003                                                                | Skopje                                                                   | Macedonia                                                                | 0 – 2                                                                    | Slovacchia                                                               | Qual. Euro 2004                                                          | -                                                                        | 51’ 87’                                                                  |
| 2-4-2003                                                                 | Losanna                                                                  | Portogallo                                                               | 1 – 0                                                                    | Macedonia                                                                | Amichevole                                                               | -                                                                        | 16’                                                                      |
| 7-6-2003                                                                 | Skopje                                                                   | Macedonia                                                                | 3 – 1                                                                    | Liechtenstein                                                            | Qual. Euro 2004                                                          | -                                                                        | 44’ 46’                                                                  |
| 20-8-2003                                                                | Prilep                                                                   | Macedonia                                                                | 3 – 1                                                                    | Albania                                                                  | Amichevole                                                               | 1                                                                        | 64’                                                                      |
| 6-9-2003                                                                 | Skopje                                                                   | Macedonia                                                                | 1 – 2                                                                    | Inghilterra                                                              | Qual. Euro 2004                                                          | -                                                                        | Ammonizione                                                              |
| 10-9-2003                                                                | Žilina                                                                   | Slovacchia                                                               | 1 – 1                                                                    | Macedonia                                                                | Qual. Euro 2004                                                          | -                                                                        | 38’                                                                      |
| 12-10-2005                                                               | Amsterdam                                                                | Paesi Bassi                                                              | 0 – 0                                                                    | Macedonia                                                                | Qual. Mondiali 2006                                                      | -                                                                        | 82’ 90’                                                                  |
| 12-11-2005                                                               | Vaduz                                                                    | Liechtenstein                                                            | 1 – 2                                                                    | Macedonia                                                                | Amichevole                                                               | -                                                                        | 38’ 50’                                                                  |
| 28-5-2006                                                                | Madrid                                                                   | Macedonia                                                                | 2 – 1                                                                    | Ecuador                                                                  | Amichevole                                                               | -                                                                        | 61’                                                                      |
| 4-6-2006                                                                 | Krefeld                                                                  | Turchia                                                                  | 0 – 1                                                                    | Macedonia                                                                | Amichevole                                                               | -                                                                        | 46’                                                                      |
| 16-8-2006                                                                | Tallinn                                                                  | Estonia                                                                  | 0 – 1                                                                    | Macedonia                                                                | Qual. Euro 2008                                                          | -                                                                        | 71’                                                                      |
| 6-9-2006                                                                 | Skopje                                                                   | Macedonia                                                                | 0 – 1                                                                    | Inghilterra                                                              | Qual. Euro 2008                                                          | -                                                                        | 26’ 74’                                                                  |
| 7-10-2006                                                                | Manchester                                                               | Inghilterra                                                              | 0 – 0                                                                    | Macedonia                                                                | Qual. Euro 2008                                                          | -                                                                        | 46’                                                                      |
| 11-10-2006                                                               | Sant Julià de Lòria                                                      | Andorra                                                                  | 0 – 3                                                                    | Macedonia                                                                | Qual. Euro 2008                                                          | 1                                                                        | 21’                                                                      |
| 7-2-2007                                                                 | Scutari                                                                  | Albania                                                                  | 0 – 1                                                                    | Macedonia                                                                | Amichevole                                                               | -                                                                        | 46’                                                                      |
| 24-3-2007                                                                | Zagabria                                                                 | Croazia                                                                  | 2 – 1                                                                    | Macedonia                                                                | Qual. Euro 2008                                                          | -                                                                        | 45’ 60’                                                                  |
| 2-6-2007                                                                 | Skopje                                                                   | Macedonia                                                                | 1 – 2                                                                    | Israele                                                                  | Qual. Euro 2008                                                          | -                                                                        | 46’                                                                      |
| 17-10-2007                                                               | Skopje                                                                   | Macedonia                                                                | 3 – 0                                                                    | Andorra                                                                  | Qual. Euro 2008                                                          | 1                                                                        | 75’                                                                      |
| 17-11-2007                                                               | Skopje                                                                   | Macedonia                                                                | 2 – 0                                                                    | Croazia                                                                  | Qual. Euro 2008                                                          | 1                                                                        | 28’ 79’                                                                  |
| 26-3-2008                                                                | Zenica                                                                   | Bosnia ed Erzegovina                                                     | 2 – 2                                                                    | Macedonia                                                                | Amichevole                                                               | -                                                                        | 46’                                                                      |
| 26-5-2008                                                                | Reutlingen                                                               | Polonia                                                                  | 1 – 1                                                                    | Macedonia                                                                | Amichevole                                                               | -                                                                        | 46’                                                                      |
| 20-8-2008                                                                | Lussemburgo                                                              | Lussemburgo                                                              | 1 – 4                                                                    | Macedonia                                                                | Amichevole                                                               | 1                                                                        |                                                                          |
| 6-9-2008                                                                 | Skopje                                                                   | Macedonia                                                                | 1 – 0                                                                    | Scozia                                                                   | Qual. Mondiali 2010                                                      | 1                                                                        | 7’ 69’                                                                   |
| 10-9-2008                                                                | Skopje                                                                   | Macedonia                                                                | 1 – 2                                                                    | Paesi Bassi                                                              | Qual. Mondiali 2010                                                      | -                                                                        | 21’                                                                      |
| 19-11-2008                                                               | Podgorica                                                                | Montenegro                                                               | 2 – 1                                                                    | Macedonia                                                                | Amichevole                                                               | -                                                                        | 46’                                                                      |
| 1-4-2009                                                                 | Amsterdam                                                                | Paesi Bassi                                                              | 4 – 0                                                                    | Macedonia                                                                | Qual. Mondiali 2010                                                      | -                                                                        |                                                                          |
| 6-6-2009                                                                 | Skopje                                                                   | Macedonia                                                                | 0 – 0                                                                    | Norvegia                                                                 | Qual. Mondiali 2010                                                      | -                                                                        | 75’                                                                      |
| 10-6-2009                                                                | Skopje                                                                   | Macedonia                                                                | 2 – 0                                                                    | Islanda                                                                  | Qual. Mondiali 2010                                                      | -                                                                        | 55’                                                                      |
| 12-8-2009                                                                | Skopje                                                                   | Macedonia                                                                | 2 – 3                                                                    | Spagna                                                                   | Amichevole                                                               | -                                                                        | 28’ 58’                                                                  |
| 5-9-2009                                                                 | Glasgow                                                                  | Scozia                                                                   | 2 – 0                                                                    | Macedonia                                                                | Qual. Mondiali 2010                                                      | -                                                                        | 65’                                                                      |
| 9-9-2009                                                                 | Oslo                                                                     | Norvegia                                                                 | 2 – 1                                                                    | Macedonia                                                                | Qual. Mondiali 2010                                                      | -                                                                        | 75’                                                                      |
| 11-10-2009                                                               | Skopje                                                                   | Macedonia                                                                | 2 – 1                                                                    | Qatar                                                                    | Amichevole                                                               | -                                                                        | 46’                                                                      |
| 14-11-2009                                                               | Strumica                                                                 | Macedonia                                                                | 3 – 0                                                                    | Canada                                                                   | Amichevole                                                               | -                                                                        | 46’                                                                      |
| 3-3-2010                                                                 | Skopje                                                                   | Macedonia                                                                | 2 – 1                                                                    | Montenegro                                                               | Amichevole                                                               | 1                                                                        | 46’                                                                      |
| 11-8-2010                                                                | Ta' Qali                                                                 | Malta                                                                    | 1 – 1                                                                    | Macedonia                                                                | Amichevole                                                               | -                                                                        | 71’                                                                      |
| 3-9-2010                                                                 | Bratislava                                                               | Slovacchia                                                               | 1 – 0                                                                    | Macedonia                                                                | Qual. Euro 2012                                                          | -                                                                        | 61’                                                                      |
| 7-9-2010                                                                 | Skopje                                                                   | Macedonia                                                                | 2 – 2                                                                    | Armenia                                                                  | Qual. Euro 2012                                                          | 1                                                                        | 62’ 67’                                                                  |
| 8-10-2010                                                                | Andorra la Vella                                                         | Andorra                                                                  | 0 – 2                                                                    | Macedonia                                                                | Qual. Euro 2012                                                          | 1                                                                        | 73’                                                                      |
| 12-10-2010                                                               | Skopje                                                                   | Macedonia                                                                | 0 – 1                                                                    | Russia                                                                   | Qual. Euro 2012                                                          | -                                                                        |                                                                          |
| 9-2-2011                                                                 | Skopje                                                                   | Macedonia                                                                | 0 – 1                                                                    | Camerun                                                                  | Amichevole                                                               | -                                                                        |                                                                          |
| 26-3-2011                                                                | Dublino                                                                  | Irlanda                                                                  | 2 – 1                                                                    | Macedonia                                                                | Qual. Euro 2012                                                          | -                                                                        | 67’                                                                      |
| 4-6-2011                                                                 | Skopje                                                                   | Macedonia                                                                | 0 – 2                                                                    | Irlanda                                                                  | Qual. Euro 2012                                                          | -                                                                        | 10’                                                                      |
| 15-11-2011                                                               | Prilep                                                                   | Macedonia                                                                | 0 – 0                                                                    | Albania                                                                  | Amichevole                                                               | -                                                                        | 61’                                                                      |
| 29-2-2012                                                                | Lussemburgo                                                              | Lussemburgo                                                              | 2 – 1                                                                    | Macedonia                                                                | Amichevole                                                               | -                                                                        |                                                                          |
| Totale                                                                   |                                                                          | Presenze                                                                 | 47                                                                       |                                                                          | Reti                                                                     | 9                                                                        |                                                                          |